# Xã Greenbush, Quận Mille Lacs, Minnesota
Xã Greenbush (tiếng Anh: Greenbush Township) là một xã thuộc quận Mille Lacs, tiểu bang Minnesota, Hoa Kỳ. Năm 2010, dân số của xã này là 1.293 người.